# Hamburger Sport-Verein 2000-2001
Questa voce raccoglie le informazioni riguardanti l'Hamburger Sport-Verein nelle competizioni ufficiali della stagione 2000-2001.

## Stagione
Nella stagione 2000-2001 l'Amburgo, allenato da Frank Pagelsdorf, concluse il campionato di Bundesliga al 13º posto. In Coppa di Germania l'Amburgo fu eliminato al secondo turno dal Karlsruhe. In Coppa di Lega l'Amburgo fu eliminato ai preliminari dall'Hertha Berlino. In Champions League l'Amburgo fu eliminato nella fase a gironi. In Coppa UEFA l'Amburgo fu eliminato al terzo turno dalla Roma.

## Rosa
| N. |                                 | Ruolo | Calciatore       |
| -- | ------------------------------- | ----- | ---------------- |
| 1  | Germania (bandiera)             | P     | Hans-Jörg Butt   |
| 2  | Germania (bandiera)             | D     | Jochen Kientz    |
| 3  | Croazia (bandiera)              | D     | Andrej Panadić   |
| 4  | Germania (bandiera)             | D     | Ingo Hertzsch    |
| 5  | Paesi Bassi (bandiera)          | D     | Nico-Jan Hoogma  |
| 6  | Germania (bandiera)             | D     | Jan Sandmann     |
| 7  | Germania (bandiera)             | C     | Martin Groth     |
| 9  | Rep. Ceca (bandiera)            | A     | Marek Heinz      |
| 10 | Germania (bandiera)             | C     | Thomas Doll      |
| 11 | Croazia (bandiera)              | C     | Niko Kovač       |
| 12 | Danimarca (bandiera)            | C     | Stig Tøfting     |
| 13 | Germania (bandiera)             | C     | Andreas Fischer  |
| 14 | Bosnia ed Erzegovina (bandiera) | A     | Sergej Barbarez  |
| 15 | Iran (bandiera)                 | C     | Mehdi Mahdavikia |
| 16 | Iran (bandiera)                 | A     | Vahid Hashemian  |
| 17 | Ghana (bandiera)                | A     | Anthony Yeboah   |

| N. |                        | Ruolo | Calciatore         |
| -- | ---------------------- | ----- | ------------------ |
| 18 | Germania (bandiera)    | C     | Ronald Maul        |
| 19 | Turchia (bandiera)     | A     | Soner Uysal        |
| 20 | Germania (bandiera)    | C     | Bernd Hollerbach   |
| 21 | Rep. Ceca (bandiera)   | D     | Tomáš Ujfaluši     |
| 22 | Germania (bandiera)    | A     | Roy Präger         |
| 23 | Germania (bandiera)    | P     | Carsten Wehlmann   |
| 24 | Turchia (bandiera)     | A     | Mahmut Yilmaz      |
| 25 | Germania (bandiera)    | D     | Benjamin Kruse     |
| 26 | Germania (bandiera)    | A     | Marinus Bester     |
| 27 | Argentina (bandiera)   | C     | Rodolfo Cardoso    |
| 28 | Germania (bandiera)    | C     | Marcel Ketelaer    |
| 29 | Germania (bandiera)    | A     | Karsten Bäron      |
| 31 | Germania (bandiera)    | P     | Mathias Schober    |
| 32 | Germania (bandiera)    | P     | Thomas Hillenbrand |
| 33 | Paesi Bassi (bandiera) | A     | Erik Meijer        |
| 37 | Rep. Ceca (bandiera)   | D     | Milan Fukal        |

## Organigramma societario
Area tecnica
- Allenatore: Frank Pagelsdorf
- Allenatore in seconda: Armin Reutershahn
- Preparatore dei portieri:
- Preparatori atletici:

## Calciomercato

### Sessione estiva
| Acquisti | Acquisti           | Acquisti              | Acquisti |
| R.       | Nome               | da                    | Modalità |
| -------- | ------------------ | --------------------- | -------- |
| D        | Milan Fukal        | Sparta Praga          |          |
| A        | Sergej Barbarez    | Borussia Dortmund     |          |
| A        | Marinus Bester     | Lüneburger            |          |
| A        | Marek Heinz        | Sigma Olomouc         |          |
| P        | Thomas Hillenbrand | Karlsruhe             |          |
| C        | Marcel Ketelaer    | Borussia M'gladbach   |          |
| D        | Jochen Kientz      | Paniōnios             |          |
| D        | Benjamin Kruse     | Eintracht Norderstedt |          |
| C        | Ronald Maul        | Arminia Bielefeld     |          |
| D        | Jan Sandmann       | Magdeburgo            |          |
| P        | Mathias Schober    | Schalke 04            |          |
| C        | Stig Tøfting       | Aarhus                |          |
| P        | Carsten Wehlmann   | St. Pauli             |          |

| Cessioni | Cessioni           | Cessioni       | Cessioni |
| R.       | Nome               | a              | Modalità |
| -------- | ------------------ | -------------- | -------- |
| C        | Christof Babatz    | Magonza        |          |
| A        | Vanja Grubač       | OFK Belgrado   |          |
| P        | Alexander Bade     | Colonia        |          |
| C        | Fabian Ernst       | Werder Brema   |          |
| C        | Dīmītrīs Grammozīs | Kaiserslautern |          |
| C        | Thomas Gravesen    | Everton        |          |
| C        | Özkan Gümüş        | Lüneburger     |          |
| P        | Saša Ilić          | Vardar         |          |
| A        | Rasoul Khatibi     | PAS Teheran    |          |

### Sessione invernale
| Acquisti | Acquisti       | Acquisti      | Acquisti |
| R.       | Nome           | da            | Modalità |
| -------- | -------------- | ------------- | -------- |
| A        | Erik Meijer    | Liverpool     |          |
| D        | Tomáš Ujfaluši | Sigma Olomouc |          |

| Cessioni | Cessioni        | Cessioni    | Cessioni |
| R.       | Nome            | a           | Modalità |
| -------- | --------------- | ----------- | -------- |
| A        | Jacek Dembiński | Widzew Łódź |          |
| C        | Harald Spörl    | LR Ahlen    |          |

## Risultati

### Bundesliga

#### Girone di andata
| Arbitro: | Fandel |

|                         |           |                    |
| Ketelaer 34’ Präger 45’ | Marcatori | 6’ Agostino 7’ Max |

| Arbitro: | Aust |

|                                           |           |  |
| Beinlich 18’, 32’ Hartmann 34’ Rehmer 75’ | Marcatori |  |

| Arbitro: | Fleischer |

|                           |           |          |
| Barbarez 26’ Hertzsch 82’ | Marcatori | 47’ Bode |

| Arbitro: | Keßler |

|  |           |                                               |
|  | Marcatori | 24’ N. Kovač 33’ Mahdavikia 55’, 59’ Barbarez |

| Arbitro: | Heynemann |

|                   |           |                                   |
| Barbarez 44’, 49’ | Marcatori | 30’ Addo 76’, 81’ (rig.) Herrlich |

| Arbitro: | Berg |

|                                    |           |                                                 |
| Rische 11’ Akpoborie 17’, 74’, 90’ | Marcatori | 44’ Mahdavikia 50’ Fukal 64’ Cardoso 82’ Präger |

| Arbitro: | Wagner |

|                          |           |  |
| Heinz 35’ Mahdavikia 82’ | Marcatori |  |

| Arbitro: | Aust |

|                             |           |                                |
| Lisztes 21’ Dundee 28’, 46’ | Marcatori | 17’ N. Kovač 31’, 59’ Barbarez |

| Arbitro: | Fröhlich |

|                        |           |  |
| Barbarez 35’ Kovač 69’ | Marcatori |  |

| Arbitro: | Meyer |

|                        |           |            |
| Straube 87’ Spizak 90’ | Marcatori | 11’ Kientz |

| Arbitro: | Krug |

|                                                             |           |  |
| Mahdavikia 12’ Präger 21’ Hoogma 33’ Bester 45’ Tøfting 76’ | Marcatori |  |

| Arbitro: | Albrecht |

|                                     |           |                         |
| Kurth 16’ Timm 19’ Lottner 49’, 86’ | Marcatori | 62’ Barbarez 69’ Yeboah |

| Arbitro: | Merk |

|            |           |                           |
| Präger 10’ | Marcatori | 1’, 33’ Rink 73’ Neuville |

| Arbitro: | Jansen |

|               |           |  |
| Arvidsson 86’ | Marcatori |  |

| Arbitro: | Fleischer |

|                |           |                 |
| Klose 86’, 88’ | Marcatori | 90’ (rig.) Butt |

| Arbitro: | Wack |

|                        |           |                |
| Barbarez 72’ Heinz 78’ | Marcatori | 41’ Reghecampf |

| Arbitro: | Strampe |

|                |           |              |
| Élber 64’, 68’ | Marcatori | 28’ Barbarez |

#### Girone di ritorno
| Arbitro: | Merk |

|                           |           |              |
| Bierofka 23’ Agostino 63’ | Marcatori | 74’ Barbarez |

| Arbitro: | Fandel |

|                 |           |                 |
| Butt 29’ (rig.) | Marcatori | 63’, 81’ Preetz |

| Arbitro: | Albrecht |

|                                    |           |           |
| Pizarro 45’, 89’ Ailton 71’ (rig.) | Marcatori | 56’ Heinz |

| Arbitro: | Strampe |

|                                         |           |  |
| Yeboah 16’ Butt 34’ (rig.) Barbarez 38’ | Marcatori |  |

| Arbitro: | Wack |

|                                         |           |                         |
| Bobic 6’, 59’ Addo 54’ Fukal 82’ (aut.) | Marcatori | 77’ Barbarez 90’ Meijer |

| Arbitro: | Gagelmann |

|                                        |           |                         |
| Meijer 31’ Barbarez 45’ Mahdavikia 62’ | Marcatori | 10’ Sebescen 72’ Müller |

| Arbitro: | Keßler |

|  |           |            |
|  | Marcatori | 86’ Meijer |

| Arbitro: | Jansen |

|                   |           |                     |
| Barbarez 11’, 45’ | Marcatori | 18’ Thiam 80’ Ganea |

| Arbitro: | Fleischer |

|              |           |              |
| Sobotzik 77’ | Marcatori | 54’ N. Kovač |

| Arbitro: | Krug |

|              |           |             |
| Barbarez 76’ | Marcatori | 79’ Seifert |

| Friburgo in Brisgovia 7 aprile 2001, ore 15:30 CEST 28ª giornata | Friburgo | 0 – 0 referto | Amburgo | Dreisamstadion (25 000 spett.)\| Arbitro: \| Merk \| |
| Arbitro:                                                         | Merk     |               |         |                                                      |

| Arbitro: | Keßler |

|              |           |             |
| Barbarez 76’ | Marcatori | 20’ Baránek |

| Arbitro: | Wagner |

|             |           |             |
| Kirsten 44’ | Marcatori | 41’ Tøfting |

| Arbitro: | Heynemann |

|                      |           |          |
| Heinz 46’ Bester 90’ | Marcatori | 3’ Salou |

| Arbitro: | Krug |

|            |           |           |
| Präger 20’ | Marcatori | 84’ Adzic |

| Arbitro: | Jansen |

|                                                            |           |                   |
| Hujdurović 1’ Labak 23’ Miriuță 51’ (rig.) Bittencourt 62’ | Marcatori | 40’, 55’ Barbarez |

| Arbitro: | Merk |

|              |           |               |
| Barbarez 90’ | Marcatori | 90’ Andersson |

### Coppa di Germania
| Arbitro: | Fleischer |

|  |           |                                       |
|  | Marcatori | 30’ Ketelaer 53’ Mahdavikia 88’ Heinz |

| Arbitro: | Sippel |

|             |           |  |
| Nagorny 70’ | Marcatori |  |

### Coppa di Lega
| Arbitro: | Heynemann |

|                |           |                                   |
| Butt 7’ (rig.) | Marcatori | 36’ Alves 61’ Beinlich 67’ Dárdai |

### Champions League

#### Fase di qualificazione
| Arbitro: | McCurry |

|  |           |                             |
|  | Marcatori | 83’ Barbarez 85’ Mahdavikia |

| Amburgo 22 agosto 2000, ore 20:30 CEST Terzo turno | Amburgo | 0 – 0 referto | Brøndby | Volksparkstadion (44 351 spett.)\| Arbitro: \| Širić \| |
| Arbitro:                                           | Širić   |               |         |                                                         |

#### Fase a gironi
| Arbitro: | Pereira |

|                                                        |           |                                          |
| Yeboah 17’ Mahdavikia 65’ Butt 72’ (rig.) N. Kovač 82’ | Marcatori | 6’ Tudor 36’, 52’, 88’ (rig.) F. Inzaghi |

| Arbitro: | Jol |

|                          |           |              |
| Pandiani 44’ Scaloni 90’ | Marcatori | 53’ Barbarez |

| Arbitro: | Gallagher |

|  |           |                 |
|  | Marcatori | 36’ Nasiopoulos |

| Atene 18 ottobre 2000, ore 20:45 CEST 4ª giornata | Panathīnaïkos | 0 – 0 referto | Amburgo | Stadio olimpico Spyros Louīs (37 680 spett.)\| Arbitro: \| Irvine \| |
| Arbitro:                                          | Irvine        |               |         |                                                                      |

| Arbitro: | Dougal |

|               |           |                                   |
| Kovačević 56’ | Marcatori | 24’ Präger 48’ Yeboah 62’ Panadić |

| Arbitro: | Hamer |

|                |           |            |
| Mahdavikia 10’ | Marcatori | 58’ Makaay |

### Coppa UEFA
| Arbitro: | Hamer |

|            |           |  |
| Guigou 33’ | Marcatori |  |

| Arbitro: | Wegereef |

|  |           |                                      |
|  | Marcatori | 27’ Aldair 59’ Delvecchio 60’ Samuel |

## Statistiche

### Statistiche di squadra
| Competizione      | Punti | In casa | In casa | In casa | In casa | In casa | In casa | In trasferta | In trasferta | In trasferta | In trasferta | In trasferta | In trasferta | Totale | Totale | Totale | Totale | Totale | Totale | DR |
| Competizione      | Punti | G       | V       | N       | P       | Gf      | Gs      | G            | V            | N            | P            | Gf           | Gs           | G      | V      | N      | P      | Gf     | Gs     | DR |
| ----------------- | ----- | ------- | ------- | ------- | ------- | ------- | ------- | ------------ | ------------ | ------------ | ------------ | ------------ | ------------ | ------ | ------ | ------ | ------ | ------ | ------ | -- |
| Bundesliga        | 41    | 17      | 8       | 6       | 3       | 33      | 21      | 17           | 2            | 5            | 10           | 25           | 37           | 34     | 10     | 11     | 13     | 58     | 58     | 0  |
| Coppa di Germania | -     | 0       | 0       | 0       | 0       | 0       | 0       | 2            | 1            | 0            | 1            | 3            | 1            | 2      | 1      | 0      | 1      | 3      | 1      | +2 |
| Coppa di Lega     | -     | 1       | 0       | 0       | 1       | 1       | 3       | 0            | 0            | 0            | 0            | 0            | 0            | 1      | 0      | 0      | 1      | 1      | 3      | -2 |
| Champions League  | -     | 4       | 0       | 3       | 1       | 5       | 6       | 4            | 2            | 1            | 1            | 6            | 3            | 8      | 2      | 4      | 2      | 11     | 9      | +2 |
| Coppa UEFA        | -     | 1       | 0       | 0       | 1       | 0       | 3       | 1            | 0            | 0            | 1            | 0            | 1            | 2      | 0      | 0      | 2      | 0      | 4      | -4 |
| Totale            | 41    | 23      | 8       | 9       | 6       | 39      | 33      | 24           | 5            | 6            | 13           | 34           | 42           | 47     | 13     | 15     | 19     | 73     | 75     | -2 |

### Andamento in campionato
| Giornata  | 1 | 2  | 3  | 4 | 5 | 6 | 7 | 8 | 9 | 10 | 11 | 12 | 13 | 14 | 15 | 16 | 17 | 18 | 19 | 20 | 21 | 22 | 23 | 24 | 25 | 26 | 27 | 28 | 29 | 30 | 31 | 32 | 33 | 34 |
| --------- | - | -- | -- | - | - | - | - | - | - | -- | -- | -- | -- | -- | -- | -- | -- | -- | -- | -- | -- | -- | -- | -- | -- | -- | -- | -- | -- | -- | -- | -- | -- | -- |
| Luogo     | C | T  | C  | T | C | T | C | T | C | T  | C  | T  | C  | T  | T  | C  | T  | T  | C  | T  | C  | T  | C  | T  | C  | T  | C  | T  | C  | T  | C  | C  | T  | C  |
| Risultato | N | P  | V  | V | P | N | V | N | V | P  | V  | P  | P  | P  | P  | V  | P  | P  | P  | P  | V  | P  | V  | V  | N  | N  | N  | N  | N  | N  | V  | N  | P  | N  |
| Posizione | 9 | 15 | 10 | 5 | 8 | 9 | 7 | 5 | 5 | 8  | 6  | 7  | 9  | 10 | 10 | 9  | 10 | 11 | 12 | 14 | 13 | 14 | 13 | 13 | 12 | 13 | 13 | 12 | 13 | 13 | 12 | 13 | 13 | 13 |

Legenda:

Luogo: C = Casa; T = Trasferta. Risultato: V = Vittoria; N = Pareggio; P = Sconfitta.

### Statistiche dei giocatori
| Giocatore      | Bundesliga | Bundesliga | Bundesliga  | Bundesliga | Coppa di Germania | Coppa di Germania | Coppa di Germania | Coppa di Germania | Coppa di Lega | Coppa di Lega | Coppa di Lega | Coppa di Lega | Champions League Coppa UEFA | Champions League Coppa UEFA | Champions League Coppa UEFA | Champions League Coppa UEFA | Totale   | Totale | Totale      | Totale     |
| Giocatore      | Presenze   | Reti       | Ammonizioni | Espulsioni | Presenze          | Reti              | Ammonizioni       | Espulsioni        | Presenze      | Reti          | Ammonizioni   | Espulsioni    | Presenze                    | Reti                        | Ammonizioni                 | Espulsioni                  | Presenze | Reti   | Ammonizioni | Espulsioni |
| -------------- | ---------- | ---------- | ----------- | ---------- | ----------------- | ----------------- | ----------------- | ----------------- | ------------- | ------------- | ------------- | ------------- | --------------------------- | --------------------------- | --------------------------- | --------------------------- | -------- | ------ | ----------- | ---------- |
| C. Babatz      | 0          | 0          | 0           | 0          | 0                 | 0                 | 0                 | 0                 | 0             | 0             | 0             | 0             | 0                           | 0                           | 0                           | 0                           | 0        | 0      | 0           | 0          |
| S. Barbarez    | 31         | 22         | 11          | 2          | 1                 | 0                 | 0                 | 0                 | 1             | 0             | 0             | 0             | 9                           | 2                           | 2                           | 0                           | 42       | 24     | 13          | 2          |
| M. Bester      | 11         | 2          | 0           | 0          | 1                 | 0                 | 0                 | 0                 | 1             | 0             | 0             | 0             | 2                           | 0                           | 0                           | 0                           | 15       | 2      | 0           | 0          |
| H. Butt        | 32         | 3          | 0           | 0          | 2                 | 0                 | 0                 | 0                 | 1             | 1             | 0             | 0             | 10                          | 1                           | 0                           | 0                           | 45       | 5      | 0           | 0          |
| K. Bäron       | 0          | 0          | 0           | 0          | 0                 | 0                 | 0                 | 0                 | 0             | 0             | 0             | 0             | 0                           | 0                           | 0                           | 0                           | 0        | 0      | 0           | 0          |
| R. Cardoso     | 8          | 1          | 1           | 1          | 0                 | 0                 | 0                 | 0                 | 0             | 0             | 0             | 0             | 5                           | 0                           | 0                           | 0                           | 13       | 1      | 1           | 1          |
| J. Dembiński   | 0          | 0          | 0           | 0          | 0                 | 0                 | 0                 | 0                 | 0             | 0             | 0             | 0             | 0                           | 0                           | 0                           | 0                           | 0        | 0      | 0           | 0          |
| T. Doll        | 7          | 0          | 0           | 0          | 2                 | 0                 | 0                 | 0                 | 0             | 0             | 0             | 0             | 2                           | 0                           | 0                           | 0                           | 11       | 0      | 0           | 0          |
| A. Fischer     | 9          | 0          | 1           | 0          | 0                 | 0                 | 0                 | 0                 | 0             | 0             | 0             | 0             | 1                           | 0                           | 0                           | 0                           | 10       | 0      | 1           | 0          |
| M. Fukal       | 12         | 1          | 5           | 0          | 0                 | 0                 | 0                 | 0                 | 0             | 0             | 0             | 0             | 0                           | 0                           | 0                           | 0                           | 12       | 1      | 5           | 0          |
| M. Groth       | 10         | 0          | 2           | 0          | 1                 | 0                 | 0                 | 0                 | 1             | 0             | 0             | 0             | 4                           | 0                           | 0                           | 0                           | 16       | 0      | 2           | 0          |
| V. Grubač      | 0          | 0          | 0           | 0          | 0                 | 0                 | 0                 | 0                 | 0             | 0             | 0             | 0             | 0                           | 0                           | 0                           | 0                           | 0        | 0      | 0           | 0          |
| V. Hashemian   | 1          | 0          | 0           | 1          | 1                 | 0                 | 0                 | 0                 | 0             | 0             | 0             | 0             | 0                           | 0                           | 0                           | 0                           | 2        | 0      | 0           | 1          |
| M. Heinz       | 26         | 4          | 4           | 0          | 2                 | 1                 | 0                 | 0                 | 1             | 0             | 0             | 0             | 7                           | 0                           | 0                           | 0                           | 36       | 5      | 4           | 0          |
| I. Hertzsch    | 27         | 1          | 4           | 0          | 1                 | 0                 | 0                 | 0                 | 1             | 0             | 0             | 0             | 9                           | 0                           | 0                           | 0                           | 38       | 1      | 4           | 0          |
| T. Hillenbrand | 0          | 0          | 0           | 0          | 0                 | 0                 | 0                 | 0                 | 0             | 0             | 0             | 0             | 0                           | 0                           | 0                           | 0                           | 0        | 0      | 0           | 0          |
| B. Hollerbach  | 27         | 0          | 14          | 1          | 1                 | 0                 | 0                 | 0                 | 1             | 0             | 0             | 0             | 8                           | 0                           | 2                           | 0                           | 37       | 0      | 16          | 1          |
| N. Hoogma      | 31         | 1          | 4           | 0          | 2                 | 0                 | 0                 | 0                 | 0             | 0             | 0             | 0             | 10                          | 0                           | 1                           | 0                           | 43       | 1      | 5           | 0          |
| M. Ketelaer    | 14         | 1          | 2           | 0          | 2                 | 1                 | 0                 | 0                 | 1             | 0             | 0             | 0             | 8                           | 0                           | 0                           | 0                           | 25       | 2      | 2           | 0          |
| J. Kientz      | 12         | 1          | 1           | 0          | 2                 | 0                 | 1                 | 0                 | 0             | 0             | 0             | 0             | 4                           | 0                           | 0                           | 0                           | 18       | 1      | 2           | 0          |
| N. Kovač       | 25         | 4          | 9           | 0          | 1                 | 0                 | 0                 | 0                 | 1             | 0             | 0             | 0             | 9                           | 1                           | 2                           | 0                           | 36       | 5      | 11          | 0          |
| B. Kruse       | 2          | 0          | 0           | 0          | 1                 | 0                 | 0                 | 0                 | 0             | 0             | 0             | 0             | 0                           | 0                           | 0                           | 0                           | 3        | 0      | 0           | 0          |
| M. Mahdavikia  | 29         | 5          | 1           | 0          | 1                 | 1                 | 0                 | 0                 | 1             | 0             | 0             | 0             | 9                           | 3                           | 0                           | 0                           | 40       | 9      | 1           | 0          |
| R. Maul        | 3          | 0          | 0           | 0          | 1                 | 0                 | 1                 | 0                 | 0             | 0             | 0             | 0             | 1                           | 0                           | 0                           | 0                           | 5        | 0      | 1           | 0          |
| E. Meijer      | 12         | 3          | 4           | 0          | 0                 | 0                 | 0                 | 0                 | 0             | 0             | 0             | 0             | 0                           | 0                           | 0                           | 0                           | 12       | 3      | 4           | 0          |
| A. Panadić     | 24         | 0          | 6           | 1          | 1                 | 0                 | 1                 | 0                 | 1             | 0             | 0             | 0             | 10                          | 1                           | 1                           | 0                           | 36       | 1      | 8           | 1          |
| R. Präger      | 28         | 5          | 4           | 0          | 2                 | 0                 | 0                 | 0                 | 1             | 0             | 0             | 0             | 9                           | 1                           | 2                           | 0                           | 40       | 6      | 6           | 0          |
| J. Sandmann    | 5          | 0          | 0           | 0          | 0                 | 0                 | 0                 | 0                 | 0             | 0             | 0             | 0             | 3                           | 0                           | 0                           | 0                           | 8        | 0      | 0           | 0          |
| M. Schober     | 3          | 0          | 0           | 0          | 0                 | 0                 | 0                 | 0                 | 0             | 0             | 0             | 0             | 0                           | 0                           | 0                           | 0                           | 3        | 0      | 0           | 0          |
| H. Spörl       | 3          | 0          | 0           | 0          | 1                 | 0                 | 1                 | 0                 | 0             | 0             | 0             | 0             | 0                           | 0                           | 0                           | 0                           | 4        | 0      | 1           | 0          |
| S. Tøfting     | 28         | 2          | 7           | 0          | 1                 | 0                 | 0                 | 0                 | 1             | 0             | 0             | 0             | 9                           | 0                           | 2                           | 0                           | 39       | 2      | 9           | 0          |
| T. Ujfaluši    | 19         | 0          | 4           | 0          | 0                 | 0                 | 0                 | 0                 | 0             | 0             | 0             | 0             | 0                           | 0                           | 0                           | 0                           | 19       | 0      | 4           | 0          |
| S. Uysal       | 0          | 0          | 0           | 0          | 0                 | 0                 | 0                 | 0                 | 0             | 0             | 0             | 0             | 0                           | 0                           | 0                           | 0                           | 0        | 0      | 0           | 0          |
| C. Wehlmann    | 0          | 0          | 0           | 0          | 0                 | 0                 | 0                 | 0                 | 0             | 0             | 0             | 0             | 0                           | 0                           | 0                           | 0                           | 0        | 0      | 0           | 0          |
| T. Yeboah      | 14         | 2          | 0           | 0          | 1                 | 0                 | 0                 | 0                 | 1             | 0             | 0             | 0             | 9                           | 2                           | 0                           | 0                           | 25       | 4      | 0           | 0          |
| M. Yilmaz      | 10         | 0          | 0           | 0          | 0                 | 0                 | 0                 | 0                 | 0             | 0             | 0             | 0             | 2                           | 0                           | 1                           | 0                           | 12       | 0      | 1           | 0          |